# Gebarentaal (verhaal)
Gebarentaal is een verhaal geschreven door de Amerikaan Richard Matheson in 1962. De Nederlandse vertaling verscheen in de serie Bruna FeH in 1976 in de bundel met de titel Nat stro en andere griezelverhalen. Het valt in de categorie erotische thriller.

## Het verhaal
Het verhaal kent drie personen die per autobus reizen. Twee dames zitten aan de ene kant van het gangpad, de ik-persoon aan de andere kant. Regelmatig vliegen over en weer. De manlijke ik-persoon ziet dat de dames aan de overkant hevig communiceren door gebarentaal. Een van de dames blijkt prelinguaal doof. Zij blijft de hele tijd via gebarentaal aan het woord. De ik-persoon dommelt weg. Na verloop van tijd voelt hij een hand op zijn schouder. De horende vrouw vraagt hem op te schuiven en komt naast hem zitten. Zij begint uitgebreid tegen hem te klagen. Ze wil graag een “vent”, maar wordt daarin geblokkeerd door de dove vrouw, die niet zonder haar kan. Ze blijft maar “kletsen”. De horende vrouw zit de man te verleiden, maar als het puntje bij het paaltje komt, wendt zij zich ineens af en ze keert terug naar haar plek naast de dove. Daarop ontspint zich een nieuwe discussie in gebarentaal, waarbij niet geheel duidelijk is of ze zitten te roddelen over hem of de draad van het vorige gesprek weer oppakken. 